# Cantoira
Cantoira (piemontesisch Cantòira, frankoprovenzalisch Tchantoùeri, französisch Cantoire) ist eine Gemeinde in der italienischen Metropolitanstadt Turin, Region Piemont.

## Lage und Einwohner
Cantoira liegt 50 km nordwestlich von Turin im Valli di Lanzo. Das Gemeindegebiet umfasst eine Fläche von 23 km² und hat 624 Einwohner (Stand 31. Dezember 2023). Zur Gemeinde gehören noch die beiden Weiler Vrù und Rivirin.
Die Nachbargemeinden sind Locana, Chialamberto, Monastero di Lanzo und Ceres.

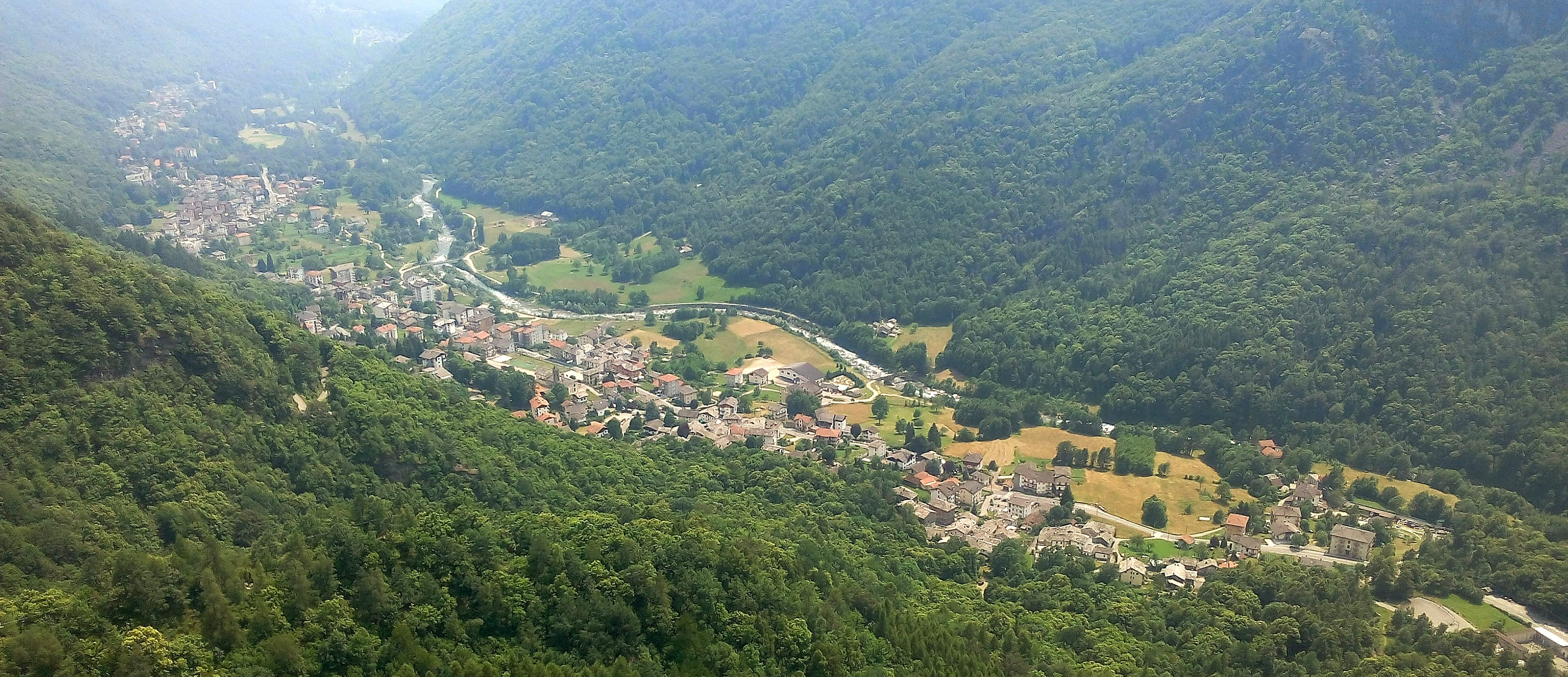
Panorama

## Sehenswürdigkeit
Im Weiler Rivirin stehen die Skulpturen von Francesco Berta. Die bis zu 3 m großen Original Nachbauten von der Spitze des Rocciamelone, dem höchsten Wallfahrtsort der Alpen, der Mole Antonelliana und dem schiefen Turm von Pisa sind beliebte Ausflugsziele in der Region.

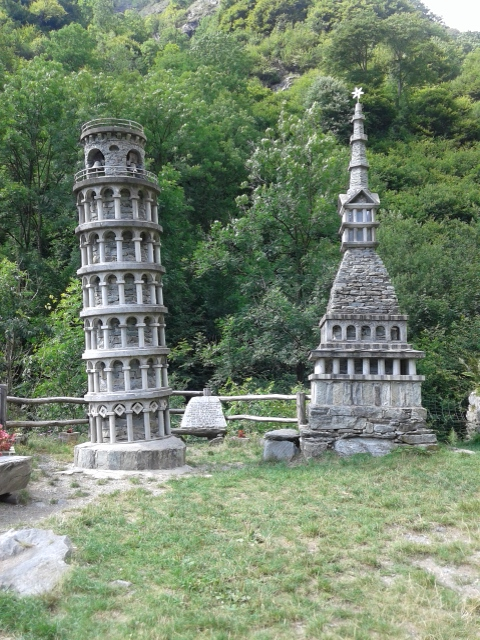
Skulpturen von Rivirin